# Henri Pescarolo
Henri Jacques William Pescarolo (* 25. září 1942 Paříž) je bývalý francouzský automobilový jezdec, specialista na vytrvalostní závody proslulý zelenou přilbou a mohutným plnovousem.
Začal závodit v roce 1962. Je synem úspěšného pařížského lékaře a sám studoval medicínu, ale v roce 1965 se rozhodl pro dráhu profesionálního automobilisty. Jezdil v seriálu Lotus Seven a pak ve Formuli 3 na voze Matra. V roce 1967 se stal mistrem Francie a získal angažmá ve Formuli 1, kde se zúčastnil osmi ročníků a odjel 64 závodů. Jediným pódiovým umístěním bylo třetí místo na Grand Prix Monaka 1970, v roce 1970 také získal své nejlepší umístění v šampionátu jezdců (dvanácté místo). Celkově získal během kariéry ve F1 12 bodů.
Je rekordmanem závodu 24 hodin Le Mans, jehož se zúčastnil třiatřicetkrát (v období 1965 až 2000 vynechal pouze rok 1969, kdy utrpěl v tréninku vážné zranění) a čtyřikrát vyhrál: v roce 1972 s Grahamem Hillem, v letech 1973 a 1974 s Gérardem Larroussem a v roce 1984, kdy byl jeho partnerem Klaus Ludwig. V roce 1992 vyhrál třídu C3 (celkově byl šestý). Je také vítězem 1000 km Buenos Aires 1970, 1000 km Zeltwegu 1973, 1974 a 1975, 6 hodin Spa-Francorchamps 1975, Porsche Cupu 1984 a 24 hodin Daytony 1991. Účastnil se rovněž závodu Bathurst 1000 a osmkrát jel Rallye Dakar. V roce 1987 obletěli spolu s Hubertem Auriolem v letadle Lockheed zeměkouli za 88 hodin a 49 minut a překonali tím rekord, který vytvořil Howard Hughes. V letech 2000 až 2013 provozoval vlastní automobilovou stáj Pescarolo Sport.